# Amorphophallus hewittii
Amorphophallus hewittii är en kallaväxtart som beskrevs av Cornelis Rugier Willem Karel van Alderwerelt van Rosenburgh. Amorphophallus hewittii ingår i släktet Amorphophallus och familjen kallaväxter. Inga underarter finns listade.